# 饒漢祥
饒漢祥（1884年—1927年6月17日）字宓僧，别署珀玕，湖北省黄州府广济县（今武穴市）梅川镇饶为市村人，清末民初政治家。

## 生平
1903年（光緒29年），饒漢祥中癸卯科举人。後来他留学日本，自法政大学毕业。辛亥革命爆发后，他赴武昌，任鄂军都督府書記。後来他受黎元洪提拔，历任秘書、秘書長。
中華民国成立後，1912年（民国元年）11月，他继夏寿康之後任湖北省内務司司長。翌年，署理湖北省民政長。1914年（民国3年），任副总統黎元洪的秘書長，并出任政治会議委員。同年5月，任参政院参政。1916年（民国5年），黎元洪升任大总統，饒漢祥一度从政界引退，到天津隠居。
1922年（民国11年）6月，黎元洪重新担任大总統，饒漢祥应黎元洪的聘请，出任总統府秘書長兼僑務局总裁。翌年6月，黎元洪辞去大总統职务，饒漢祥也同时辞去秘書長职务，到天津隠居。1925年（民国14年），饒漢祥成为奉系郭松龄的秘書長，参加反張作霖的活动。郭松龄战败死亡后，饒漢祥遭到張学良通缉。
1927年（民国16年）6月17日，饒漢祥逝世。享年44岁。